# Championnat de Nouvelle-Zélande de football 1982
Navigation
Saison précédente Saison suivante
La saison 1982 du Championnat de Nouvelle-Zélande de football est la 13e édition du championnat de première division en Nouvelle-Zélande. La NSL (National Soccer League) regroupe douze clubs du pays au sein d'une poule unique, où ils s'affrontent deux fois au cours de la saison, à domicile et à l'extérieur. À la fin de la compétition, les trois derniers du classement sont relégués et remplacés par le champion de chacune des trois ligues régionales.
C'est le club de Mount Wellington AFC qui remporte la compétition après avoir terminé en tête du classement final, avec sept points d'avance sur le club de North Shore United AFC et neuf sur un duo, composé de Dunedin City et de Gisborne City AFC. C'est le 5e titre de champion de Nouvelle-Zélande de l'histoire du club, qui réussit un nouveau doublé en s'imposant en finale de la Coupe de Nouvelle-Zélande face à Miramar Rangers.

## Les clubs participants
| - Invercargill Thistle - Promu de D2 - Christchurch United AFC - Hamilton United AFC - Napier City Rovers - Promu de D2 - North Shore United AFC - Dunedin City | - Gisborne City AFC - East Coast Bays AFC - Promu de D2 - Mount Wellington AFC - Wellington Diamond United - Manurewa AFC - Miramar Rangers |

## Compétition

### Classement
Le barème utilisé pour établir le classement est le suivant :
- Victoire : 2 points
- Match nul : 1 point
- Défaite : 0 point

| Rang | Équipe                        | Pts | J  | G  | N  | P  | Bp | Bc | Diff |
| ---- | ----------------------------- | --- | -- | -- | -- | -- | -- | -- | ---- |
| 1    | Mount Wellington AFC (C)      | 36  | 22 | 15 | 6  | 1  | 52 | 15 | +37  |
| 2    | North Shore United AFC        | 29  | 22 | 11 | 7  | 4  | 44 | 25 | +19  |
| 3    | Dunedin City                  | 27  | 22 | 10 | 7  | 5  | 30 | 21 | +9   |
| 4    | Gisborne City AFC             | 27  | 22 | 10 | 7  | 5  | 39 | 31 | +8   |
| 5    | Wellington Diamond United (T) | 24  | 22 | 8  | 8  | 6  | 29 | 23 | +6   |
| 6    | Miramar Rangers               | 22  | 22 | 9  | 4  | 9  | 30 | 32 | -2   |
| 7    | Christchurch United AFC       | 21  | 22 | 5  | 11 | 6  | 27 | 26 | +1   |
| 8    | Napier City Rovers (P)        | 21  | 22 | 7  | 7  | 8  | 36 | 40 | -4   |
| 9    | Manurewa AFC                  | 21  | 22 | 8  | 5  | 9  | 31 | 33 | -2   |
| 10   | Hamilton United AFC           | 13  | 22 | 3  | 7  | 12 | 21 | 39 | -18  |
| 11   | East Coast Bays AFC (P)       | 12  | 22 | 4  | 4  | 14 | 23 | 44 | -21  |
| 12   | Invercargill Thistle (P)      | 11  | 22 | 3  | 5  | 14 | 18 | 51 | -33  |

|  | Champion de Nouvelle-Zélande 1982                                                       |
|  | Relégation directe en deuxième division                                                 |
|  | (T) : Tenant du titre (C) : Vainqueur de la Coupe de Nouvelle-Zélande (P) : Promu de D2 |

## Bilan de la saison
| Championnat de Nouvelle-Zélande de football 1982                             |                                 |
| Champion                                                                     | Mount Wellington AFC (5e titre) |
| Coupes et trophées                                                           |                                 |
| Vainqueur de la Coupe de Nouvelle-Zélande 1982                               | Mount Wellington AFC            |
| Promotions et relégations                                                    |                                 |
| Promus en Championnat de Nouvelle-Zélande de football                        | Dunedin Technical AFC           |
| Promus en Championnat de Nouvelle-Zélande de football                        | Papatoetoe AFC                  |
| Promus en Championnat de Nouvelle-Zélande de football                        | Nelson United                   |
| Relégués en Championnat de Nouvelle-Zélande de football de deuxième division | Hamilton United AFC             |
| Relégués en Championnat de Nouvelle-Zélande de football de deuxième division | Invercargill Thistle            |
| Relégués en Championnat de Nouvelle-Zélande de football de deuxième division | East Coast Bays AFC             |